# 絶対可憐チルドレン STARRING COLLECTION -キャラクターソング集-
『絶対可憐チルドレン STARRING COLLECTION -キャラクターソング集-』（ぜったいかれんチルドレン スターリング コレクション キャラクターソングしゅう）は、テレビアニメ『絶対可憐チルドレン』のベスト・アルバム。2010年7月28日にジェネオン・ユニバーサルから発売された。

## 概要
テレビアニメ『絶対可憐チルドレン』のベストアルバム。CDジャケットには、明石薫、野上葵、三宮紫穂が描かれており、加々美高浩の描き下ろしである。初回生産分特典として、スペシャル着ボイスがダウンロードできるパスワード入りカードが封入されている。CDは2枚組の構成となっている。

## 収録曲

### Disc-1
1. NO!!!! [3:45]
歌：明石薫 starring 平野綾
作詞：くまのきよみ、作曲・編曲：根岸貴幸
2. 瞬間少女 [2:57]
歌：野上葵 starring 白石涼子
作詞：くまのきよみ、作曲：田中公平、編曲：根岸貴幸
3. さわってViolet [4:43]
歌：三宮紫穂 starring 戸松遥
作詞：くまのきよみ、
作曲・編曲：溝口和彦
4. I'm Here [3:50]
歌：皆本光一 starring 中村悠一
作詞：くまのきよみ、作曲：松村潤乃輔、編曲：多田彰文
5. 自由という名のRestriction [4:01]
歌：兵部京介 starring 遊佐浩二
作詞：くまのきよみ、作曲・編曲：村上正芳
6. 半分子猫シンフォニー [4:09]
歌：梅枝ナオミ starring 藤村歩
作詞：くまのきよみ、作曲・編曲：村瀬恭久
7. Romantic Workaholic [3:39]
歌：賢木修二 starring 谷山紀章
作詞：くまのきよみ、作曲・編曲：村瀬恭久
8. プロフィールもnot解禁っ [4:51]
歌：柏木朧 starring 浅野真澄
作詞：くまのきよみ、作曲・編曲：根岸貴幸
9. フェイスはダブルの歌心 [3:46]
歌：ザ・ダブルフェイス starring 中尾衣里&佐藤利奈
作詞：くまのきよみ、作曲・編曲：FAULTFINDERS
10. あのね、オトコノコ [4:45]
歌：花井ちさと starring 福原香織
作詞：くまのきよみ、作曲・編曲：澤口和彦
11. シュ・ビ・ドゥ B.A.B.E.L. [4:53]
歌：桐壺帝三&柏木 朧 starring 小杉十郎太&浅野真澄
作詞：くまのきよみ、作曲・編曲：岩崎文紀

### Disc-2
1. ひまわり [3:34]
歌：明石薫 starring 平野綾
作詞：くまのきよみ、作曲・編曲：多田彰文
2. 3 Shinin' 3 [2:47]
歌：野上葵 starring 白石涼子
作詞：くまのきよみ、作曲・編曲：岸村正実
3. 濃密ウィスパー [4:17]
歌：三宮紫穂 starring 戸松遥
作詞：くまのきよみ、作曲・編曲：岩崎文紀
4. You're Freedom! [4:19]
歌：皆本光一 starring 中村悠一
作詞：くまのきよみ、作曲・編曲：根岸貴幸
5. God Breathless [4:47]
歌：兵部京介 starring 遊佐浩二
作詞：くまのきよみ、作曲・編曲：村上正芳
6. 703 SENSATIONAL [3:12]
歌：梅枝ナオミ starring 藤村歩
作詞：くまのきよみ、作曲・編曲：岸村正実
7. Snatch [4:25]
歌：賢木修二 starring 谷山紀章
作詞：くまのきよみ、作曲・編曲：村瀬恭久
8. ア・ブ・ナ・イ Jewelry Heart [4:25]
歌：澪 starring 釘宮理恵
作詞：くまのきよみ、作曲・編曲：岩崎文紀
9. のよっ!うぉー禁とーく [3:10]
歌：マッスル大鎌 starring 三宅健太
作詞：くまのきよみ、作曲・編曲：澤口和彦
10. 職場恋愛おぼえていますか? [3:28]
歌：谷崎一郎&梅枝ナオミ starring 家中宏&藤村歩
作詞：くまのきよみ、作曲・編曲：FAULTFINDERS
11. 微睡Gravy Lips [4:33]
歌：蕾見不二子 starring ゆかな
作詞：くまのきよみ、作曲・編曲：岩崎文紀